# (2434) Bateson
(2434) Bateson – planetoida z grupy pasa głównego asteroid okrążająca Słońce w ciągu 5 lat i 149 dni w średniej odległości 3,08 au. Została odkryta 27 maja 1981 roku w Mount John University Observatory przez Alana Gilmore'a i Pamelę Kilmartin. Nazwa planetoidy pochodzi od Franka Maine Batesona, nowozelandzkiego astronoma. Przed nadaniem nazwy planetoida nosiła oznaczenie tymczasowe (2434) 1981 KA.